# Liste der Stolpersteine in Wittenburg
Die Liste der Stolpersteine in Wittenburg enthält alle Stolpersteine, die im Rahmen des gleichnamigen Projekts von Gunter Demnig in Wittenburg verlegt wurden. Mit ihnen soll Opfern des Nationalsozialismus gedacht werden, die in Wittenburg lebten und wirkten. Bisher wurden an zwei Terminen insgesamt vier Stolpersteine verlegt. (Stand 2018)

## Verlegte Stolpersteine
| Bild           | Person, Inschrift | Adresse         | Verlegedatum  | Anmerkung |
| -------------- | --- | --------------- | ------------- | --- |
| Max Lazarus    | Hier wohnte Max Lazarus Jg. 1884 ’Schutzhaft’ 1938 Zuchthaus Altstrelitz unfreiwillig verzogen 1940 Hamburg deportiert 1941 Minsk ermordet 11.11.1941 | Große Straße 54 | 8. März 2014  | Max Lazarus wurde am 30. August 1884 in Wittenburg geboren. 1909 übernahm er das Geschäft seines Vaters in der Großen Straße 54 und führte es bis zum Judenboykott 1933. Während der Novemberpogrome 1938 wurde er verhaftet und war vom 10. November 1938 bis 2. Dezember 1938 im Zuchthaus Alt-Strelitz inhaftiert. Nach seiner Entlassung kehrte er nach Wittenburg zurück und zog im Januar 1940, nach dem Selbstmord seiner Schwester, nach Hamburg. Am 8. November 1941 wurde er ab Hamburg in das Ghetto Minsk deportiert, wo er am 11. November 1941 ermordet wurde. |
| Martha Lazarus | Hier wohnte Martha Lazarus Jg. 1889 gedemütigt / entrechtet Flucht in den Tod 15.10.1939                                                              | Große Straße 54 | 8. März 2014  | Martha Lazarus wurde am 7. Februar 1889 geboren und war die Schwester von Max. In der Großen Straße 54 betrieben sie ein Bekleidungsgeschäft, das sie von ihren Eltern übernommen hatten. Als sie mit ihrem Geschäft und im persönlichen Umfeld immer mehr Repressalien ausgesetzt war, beging Martha Lazarus im Oktober 1939 Suizid. |
| Philip Stiel   | Philip Stiel Jg. 1863 deportiert 1942 Theresienstadt ermordet 9.11.1942                                                                               | Große Straße 67 | 31. März 2015 | Philip Stiel wurde am 13. Dezember 1863 in Eschweiler geboren. Am 19. Juli 1942 wurde er ab Hamburg in das Ghetto Theresienstadt deportiert, wo er am 9. November 1942 starb. |
| Anna Stiel     | Hier wohnte Anna Stiel geb. Jacobson Jg. 1875 deportiert 1942 Theresienstadt 1944 Auschwitz ermordet                                                  | Große Straße 67 | 31. März 2015 | Anna Stiel wurde am 10. August 1875 als Anna Jacobson in Wittenburg geboren. Später zog sie nach Hamburg und heiratete dort Philip Stiel. Am 19. Juli 1942 erfolgte ihre Deportation in das Ghetto Theresienstadt und am 15. Mai 1944 der Weitertransport in das Vernichtungslager Auschwitz. Ihre vier Kinder überlebten den Holocaust. |

## Verlegungen
- Am 8. März 2014 wurden zwei Stolpersteine an einer Adresse verlegt.[7]
- Am 31. März 2015 wurden zwei Stolpersteine an einer Adresse verlegt.[8]